# Zeghanghane
Zeghanghane (arabiska: ازغنغان) är en stad i Marocko. Den ligger i provinsen Driouch och regionen Oriental, 400 km öster om huvudstaden Rabat. Antalet invånare var 34 025 vid folkräkningen 2014. Arean är 5,1 kvadratkilometer.[källa behövs]